# Whitby (Ontario)
Pour les articles homonymes, voir Whitby.
Whitby est une ville (Town) canadienne du sud de la province de l'Ontario, située à l'est de Toronto sur la rive nord du lac Ontario.
Elle est le siège du comté de la Municipalité régionale de Durham. Selon le recensement de 2006, sa population était de 111 184 habitants. Elle est donc la 42e ville la plus peuplée au Canada.
Whitby a été nommée d'après la ville de Whitby du Yorkshire en Angleterre. En plus de celle-ci, Whitby est jumelée avec Longueuil au Québec et la ville autrichienne de Feldkirch.

## Histoire
Le canton (Township) de Whitby a été fondée en 1792 dans ce qui était alors le Comté de York. En 1852 il a été choisi comme siège du gouvernement du nouveau Comté d'Ontario. La portion sud de ce canton a été incorporée pour former la ville de Whitby en 1855.
Whitby a profité de son port naturel d'où, dès 1833, le grain des régions au nord de Whitby ont été exportés. Pendant les années 1840, une route a été construite depuis le port de Whitby jusqu'au lac Simcoe et la baie Georgienne. Pendant les années 1870, un chemin de fer a relié le port avec Port Perry et Lindsay.
Whitby est le site du Trafalgar Castle School, une école privée pour les filles, fondée en 1874. L'édifice de l'école a été construit entre 1859 et 1862 pour servir de résidence au Shérif du Comté d'Ontario. Cet édifice est le seul site reconnu par une plaque historique provinciale. L'école a fêté ses 125 ans en 1999.
Durant la Seconde Guerre mondiale, Whitby a été le site du Camp X, un camp d'entrainement pour espions, fondé par Sir William Stephenson. Bien que les bâtiments du site ont été démantelés, un monument y a été dédié en 1984 par le Lieutenant-gouverneur de l'Ontario John Black Aird.
En 1968, la ville de Whitby et le canton de Whitby ont été fusionnés. Les nouvelles frontières créées par cette fusion n'ont pas été changées avec la création de la Municipalité régionale de Durham en 1979 ni depuis.

## Population
Whitby est couramment considérée comme faisant partie du Grand Toronto (Greater Toronto Area) bien que selon le recensement elle fait partie de la division de recensement de Oshawa. Oshawa et Whitby font toutes les deux partie de l'extrémité est de la Golden Horseshoe.
Il y a une grande croissance démographique à Whitby, tout comme une grande partie de la Municipalité régionale de Durham. Entre le recensement de 2001 et de 2006, Whitby a réalisé un taux de croissance de 27,2 %. Selon le recensement de 2001, à peu près 11,3 % de la population de Whitby est considéré comme minorité visible.
Bien que le sud de Whitby soit très urbanisé, le nord est davantage rural. Elle contient les communautés suivantes : Ashburn, Brooklin, Myrtle et Myrtle Station.

## Démographie
| 2001   | 2006    | 2011    | 2016    |
| ------ | ------- | ------- | ------- |
| 87 413 | 111 184 | 122 022 | 128 377 |

## Administration
Le gouvernement de la ville est composé d'un maire et de quatre conseillers municipaux représentant chacun un district électoral. Des conseillers régionaux y sont aussi élus. Ces derniers siègent à la fois au conseil municipal et au conseil régional de Durham. La mairesse de Whitby est Pat Perkins.